# Santa Paula
Santa Paula est une ville du comté de Ventura en Californie, aux États-Unis. Sa population était de 29 321 habitants au recensement de 2010.

## Démographie
| 1880 | 1890  | 1910  | 1920  | 1930  | 1940  |
| ---- | ----- | ----- | ----- | ----- | ----- |
| 188  | 1 047 | 2 216 | 3 967 | 7 452 | 8 986 |

| 1950   | 1960   | 1970   | 1980   | 1990   | 2000   |
| ------ | ------ | ------ | ------ | ------ | ------ |
| 11 049 | 13 279 | 18 001 | 20 658 | 25 062 | 28 598 |

| 2010   | - | - | - | - | - |
| ------ | - | - | - | - | - |
| 29 321 | - | - | - | - | - |

## Enseignement
- Thomas Aquinas College, établissement d'enseignement supérieur fondé en 1971.